# SR Bucegi
SR 113 Bucegi a intrat în producție începând cu anul 1964, la Uzinele "Steagul Roșu" din Brașov, cu o sarcină utilă 5 t (4x2, axă spate cu roți duble, prinderea jantei cu 8 prezoane), având la bază o cabină proiectată de francezii de la Chausson Plant și motorul V8, benzină, dezvoltat pe baza unei licențe Ford, de 5025 cm3, 140 CP, cutie de viteze cu 5 trepte, treptele 2, 3, 4 și 5 fiind sincronizate. Opțional, cutia de viteze putea fi cuplată cu o cutie suplimentară - reductor, sau, axa spate putea fi echipată cu 2 trepte de reducție, comandate pneumatic.
În același an, 1964, a intrat în producție și modelul SR 114 Bucegi, sarcină utilă 4 t (4x4, axă spate cu roți duble, prinderea jantei cu 8 prezoane, diferențial spate cu sistem de blocare pneumatic, cutie de transfer cu 2 trepte nesincronizate, fără diferențial central).
Ulterior, motorul V8, benzină, 5025 cm3, 140 CP - cod motor SR-211, a fost înlocuit cu motorul diesel, cu 6 cilindri în linie, 5491 cm3, 135 CP, licența SAVIEM - cod motor 797-05. Odată cu motorul a fost montată pe camion și cutia de viteze AK 5-35, cu 5 trepte nesincronizate, iar la modelele SR 114, cutia de transfer a rămas cea originală, fără diferențial central. Aspectul exterior a rămas neschimbat. Modelele astfel modificate s-au numit SR 113/114 D - modele care se mai găsesc încă în dotarea MApN.

## Caracteristici
- Motor tip SR-211 8 cilindri în V la 90°, pe benzină
- Capacitate: 5025 cm3
- Alezaj/Cursă: 97/85 mm
- Putere maximă: 140CP/3600rpm
- Viteză maximă: 90km/h
- Consum mediu: 30 litri/100km
- Greutate motor: 344 kg